# Children of the Grave
Children of the Grave è un brano musicale del gruppo heavy metal britannico Black Sabbath, pubblicato per la prima volta nel 1971 nell'album Master of Reality. È inoltre apparsa nell'omonimo split album con gli Status Quo pubblicato nel 1973 dalla Vertigo Records.

## Il brano
(Black Sabbath, Children of the Grave)
Children of the Grave è uno dei più noti brani del gruppo, tanto da essere proposto quasi sempre nei concerti e nelle varie compilation. Il testo, come in altre canzoni dei Black Sabbath, tratta tematiche pacifiste ed antimilitariste, esortando i giovani del tempo (in un mondo profondamente segnato dalla guerra del Vietnam) ad impegnarsi attivamente nel tentativo di riportare il mondo su una buona strada.
Il brano è stato inoltre oggetto di cover da parte di numerosi artisti, tra cui i Racer X (inserita come bonus track dell'album Technical Difficulties), i Grave Digger, i Grey Daze, gli Stone Sour e i White Zombie (inserita nel tribute album ai Black Sabbath Nativity in Black del 1994 ed estratta in seguito come singolo). I Green Day hanno inserito il riff della canzone nella loro Jesus of Suburbia.
Il brano compare all'interno del videogioco della Double Fine Brutal Legend, e nel videogioco on-line League of Legends, come nome dell'attacco finale del personaggio Mordekaiser.

## Formazione

### Black Sabbath
- Ozzy Osbourne - voce
- Tony Iommi - chitarra
- Geezer Butler - basso
- Bill Ward - batteria